# 点状古柏线虫
點狀古巴氏毛樣線蟲，通常會寄生在牛的身體內，有時則寄生於羊的小腸之中。公蟲通常是4.6~6.0毫米長，而母蟲是 5.6 ～ 7.6 毫米長，交接刺則是 0.11 ～ 0.16 毫米長。